# Munir Ahmed Dar
Munir Ahmed Dar (Amritsar, 28 marzo 1935 – Lahore, 1º giugno 2011) è stato un hockeista su prato pakistano.
Ha partecipato ai Giochi di Melbourne 1956 e di Tokyo 1964, vincendo entrambe le volte la medaglia d'argento.
Ai Giochi asiatici ha vinto 2 ori ed 1 argento.
Era il fratello e padre degli anch'essi hockeisti su prato olimpionici Tanvir Dar e Tauqeer Dar.